# Серпил Кемалбай
Серпил Кемалбай (на турски: Serpil Kemalbay) е турски политик. В периода от 20 май 2017 г. до 11 февруари 2018 г. е съпредседател на Демократичната партия на народите.

## Биография
Серпил Кемалбай Пекгозегю е родена в град Ардахан, където завършва основното и средното си образование. През 1978 г. мигрира със семейството си в Истанбул и завършва Техническия университет в града. Няколко години живее в Обединеното кралство, в началото на 1990-те години се завръща в Турция.